# Zeca (Fußballspieler, 1988)
José Carlos Gonçalves Rodrigues kurz Zeca (* 31. August 1988 in Lissabon) ist ein ehemaliger portugiesischer Fußballspieler. Seit März 2017 besitzt er auch die griechische Staatsbürgerschaft.

## Karriere
Zeca der als Rechtsfüßer im rechten, offensiven Mittelfeld spielt, begann seine Karriere 1998 beim Jugendverein von Casa Pia AC aus Lissabon. 2007 erhielt er einen Profivertrag und wechselte zur Herrenabteilung des Vereins, wo er drei Jahre unter Vertrag stand. 2010 wechselte Zeca in die erste portugiesische Liga zu Vitória Setúbal. Von 2011 bis 2017 spielte er beim griechischen Erstligisten Panathinaikos Athen, wo er 2014 den Pokalsieg feiern konnte und im Europapokal debütierte.
Im Jahr 2017 unterschrieb Zeca einen Vierjahresvertrag beim FC Kopenhagen und spielt seitdem auch regelmäßig in der griechischen Nationalmannschaft. Am 3. September 2017 konnte er im Heimspiel der WM-Qualifikation 2018 gegen Belgien (1:2) seinen bisher einzigen Treffer erzielen.
Im Sommer 2023 kehrte Zeca zu Panathinaikos Athen zurück und unterzeichnete einen Jahresvertrag. Nach einem erneuten Pokalgewinn 2024 beendete Zeca nach der Saison 2024/25 seine aktive Laufbahn.

## Erfolge
Panathinaikos Athen
- Griechischer Pokalsieger: 2014, 2024

FC Kopenhagen
- Dänischer Meister: 2019, 2022, 2023